# Footwork (danza)

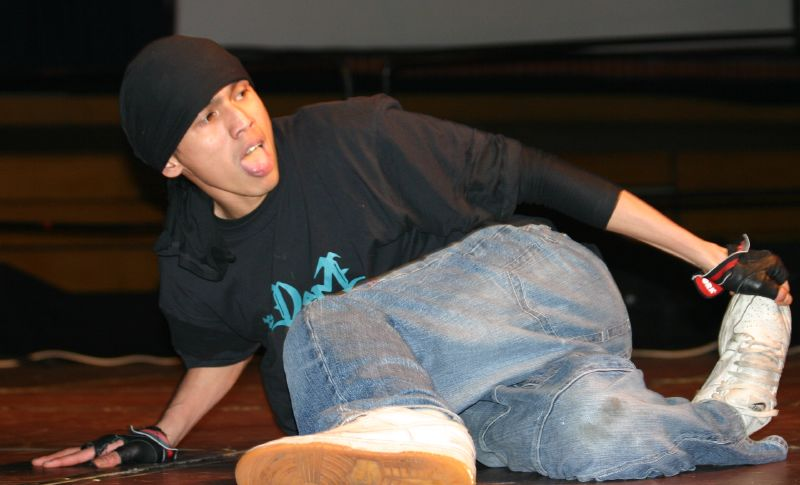
Footwork

Il footwork è una categoria di mosse di breaking che prevede l'utilizzo di mani e piedi per terra, descrivendo movimenti circolari attorno ad un asse verticale (solitamente passante per il bacino). Il footwork generalmente avviene dopo un go-down, ovvero una mossa di discesa a terra, ed è molto utilizzato per collegare mosse di diverse categorie (powermove, freeze) o creare nuovi passi. Il passo base del footwork è il six-step.

## Passi base del Footwork
Benché il footwork lasci spazio alla creazione di innumerevoli passi, ce ne sono alcuni che fanno parte della cosiddetta Foundation, ovvero dello stile base del Breaking. Qui di seguito elencati alcuni esempi:
- 2 step
- 3 step
- 4 step
- 5 step
- 6 step
- 7 step
- 8 step
- 10 step
- 12 step/ baby love
- Cicis
- Bicycle pumps
- Zulu Spins
- Spindle
- Back CC's
- Kick outs
- Shuffles
- Russian Step
- Pretzels
- Swapping

### Sottocategorie
Esistono anche delle sottocategorie di footwork, che individuano uno stile generale nell'eseguire i passi:
- Legwork - prevalenza di spazzate in aria con le gambe
- Threading - incroci di gambe tenendosi i piedi
- Floor Rocks